# 王喜强
王喜强（?—），福建人，保钓运动人士。

## 生平
王喜强是一位户外运动教练。
2003年5月19日，冯锦华、张立昆、李南、牛力丕、周文博5人在网上发出《中国保钓行动登岛志愿者召集正式开始》的公告，征集志愿者出海保钓。接受报名的网站还明示：“本次保钓行动召集的志愿者在本次活动结束后自行解散；所有保钓志愿者的资料都将自愿接受相关部门检查。”冯锦华的实名求援信在爱盟网的点击率极高，捐款者超过一千人。2003年6月22日晨，载有15位中国内地及香港保钓人士的“浙玉渔1980”号渔船自浙江省玉环县黄门港启程开赴钓鱼岛。6月23日，在日本海上保安厅8艘军舰和多架飞机的包围下，该渔船未能驶抵钓鱼岛，被迫返航，6月24日回到玉环县码头。王喜强也参加了此次行动。
2004年3月24日，冯锦华、张立昆、尹冬明、王喜强、方卫强、殷敏洪、胡显峰等7名大陆人士于北京时间早晨6时26分首次成功登陆钓鱼岛，并展开一面中华人民共和国国旗。此次行动的总指挥是虞海泽。7人登岛后，随后日本海上保安厅人员登上钓鱼岛拘捕了他们。日本媒体于3月25日报道称：“今天冲绳县警在25日午前把登上24日登上尖阁列岛的中国7名活动家用11管区海上保安本部的海上巡视船送到了冲绳本岛，巡视船在 25日9点45分进入那霸港，冲绳县警本部把7人分送到那霸警察署等4个警察署，由中国语翻译同席，对他们登岛的目的和在岛上的行动进行了调查。县警察说他们全体7个人都没有带护照，警方正在研究是把他们在审查完之后送检继续搜查，还是送给福岗入国管理局那霸支局。” 3月25日，这7位保钓人士在日本那霸接受搜身、拍照、审讯。最后，日本方面强制遣返了这7人，但这7人均未在认定强制遣返的文书上签字。3月26日下午，7位保钓人士乘飞机抵达上海。